# アブデルカデル・ゲザル
アブデルカデル・モハメド・ゲザル（アラビア語: عبد القادر غزال, ラテン文字表記: Abdelkader Mohamed Ghezzal, 1984年12月5日 - ）は、フランス・デシーヌ＝シャルピュー出身のアルジェリア代表サッカー選手。現役時代のポジションはフォワード。
弟のラシド・ゲザルもサッカー選手である。

## 経歴

### クラブ
オリンピック・リヨンのユースチームを経て、ASサン＝プリーストで公式戦デビュー。2005年にイタリアのFCクロトーネに移籍。2007-08シーズンにはセリエC1/Bで20得点を奪う活躍を見せ、チームをセリエBに導く原動力となる。この活躍が認められたかたちとなり2008年7月1日、当時セリエAのACシエーナに移籍した。クラブのセリエB降格に伴い2010年7月1日にASバーリへ4年契約の完全移籍で加入。しかし故障などもあって2得点に留まリ、クラブも開幕から最下位に低迷しセリエBに降格となった。2011年8月31日にACチェゼーナにレンタル移籍した。2012年1月31日にはレバンテUDへレンタル移籍。2013-14シーズンから保有権はパルマFCへと移ったが、すぐさまUSラティーナ・カルチョにレンタル移籍した。2015年12月10日、以前よりトレーニングに参加していたセリエBのカルチョ・コモとシーズン終了までの契約を交わし、背番号10を背負うことが発表された。
コモを退団してから半年後の2016年12月19日に現役引退を表明した。

### 代表
2009年1月11日に行われたベナンとの親善試合で初得点を決めた。
2010 FIFAワールドカップではアルジェリア代表としてグループリーグ初戦のスロベニア戦に途中出場するものの、立て続けにイエローカードを2枚提示され出場13分間で退場処分となった。同大会以降はクラブでの不振もあり、代表から遠ざかっている。

## 代表歴

### 出場大会
- アルジェリア代表
  - 2010 FIFAワールドカップ

### 試合数
- 国際Aマッチ 28試合 3得点（2008年-2012年）[3]

| アルジェリア代表 | 国際Aマッチ | 国際Aマッチ |
| 年               | 出場        | 得点        |
| ---------------- | ----------- | ----------- |
| 2008             | 1           | 0           |
| 2009             | 9           | 3           |
| 2010             | 14          | 0           |
| 2011             | 3           | 0           |
| 2012             | 1           | 0           |
| 通算             | 28          | 3           |